# 西山芳園
西山 芳園（にしやま ほうえん、文化元年（1804年） - 慶応3年11月8日（1867年12月3日））は、日本の江戸時代末期の絵師。名は成章、字は子達、芳園は号で、俗称は辰（達）吉。四条派の流れをくみ大坂で活躍、息子の西山完瑛と共に最も大坂らしい画家と評された。

## 略伝
大坂元町周辺で、有力木綿問屋の二人兄弟の次男として生まれる。しかし、家が破産したため三井の呉服商か糸店で丁稚奉公にあがる。そこで絵を描いていると、番頭からその道を薦められ中村芳中に弟子入りする。芳中は自分より良い師をつければ大成すると考え、京都の大家・松村景文に自ら紹介の労を取る。芳園はこの恩を忘れないようにするため、芳中から1字を貰い芳園と号す。ただ、画風に芳中の影響は全くと言っていいほど見られない。しかし、景文についたのは僅かな間、かつ月に1度の通い弟子で、更に実際に指導したのは兄弟子の横山清暉だったともされる。
その後も大坂で活躍、清和温順・幽雅軽淡な筆致で人気を集めた。非常な健筆で、半切2,3枚は日課のように描き、潤筆料はわずか金1分だったという。絹本よりも紙本の作品が多く、渇筆を用いた上品さに独特の風合いがあり、渇筆の良さが出やすい紙本のほうに傑作が多いとされる。晩年は浮世小路に住んだ。慶応3年（1867年）没、享年64。戒名は芳園仁觀義察信士。墓所は大阪市北区東寺町（現与力町）の善導寺。弟子に息子の西山完瑛、菅其翠、久保田桃水、逸見塘雨、五渡亭国升など。

## 作品
| 作品名       | 技法         | 形状・員数 | 寸法（縦x横cm）  | 所有者           | 年代               | 落款                     | 印章                 | 備考                                                                      |
| ------------ | ------------ | ---------- | ---------------- | ---------------- | ------------------ | ------------------------ | -------------------- | ------------------------------------------------------------------------- |
| 江ノ島富士図 | 絹本墨画淡彩 | 1幅        | 46.5x72.8        | 泉屋博古館       |                    | 芳園                     | 「西成章印」白文方印 |                                                                           |
| 洋楽渡来図   | 絹本著色     | 1幅        | 42.5x80.6        | 逸翁美術館       | 1844年（弘化元年） | 弘化改元冬未應需寫／芳園 | 「平成章」白文長方印 | 小竹散人（篠崎小竹）賛。なお逸翁美術館は合計8点の芳園作品を所蔵している。 |
| 龍安寺雪中図 | 紙本淡彩     | 1幅        | 31.6x57.9        | 黒川古文化研究所 |                    | 芳園                     | 白文印               |                                                                           |
| 花鳥図       |              | 1幅        |                  | 林原美術館       |                    | 芳園                     | 朱文印               |                                                                           |
| 龍虎図       | 紙本墨画淡彩 | 双幅       | 119.2x48.9（各） | 個人             |                    |                          |                      |                                                                           |
| 掛蓬葉之図   | 絹本著色     | 1幅        | 110.7x37.2       | ボストン美術館   | 1840年（天保11年） |                          | 白文方印             |                                                                           |
| 孔雀雌雄図   | 絹本著色     | 1幅        | 146.6x71.2       | ボストン美術館   |                    | 芳園寫                   | 白文方印             | ボストン美術館は合計28点の芳園作品を所蔵する。                            |